# والنتینا چروی
والنتینا چروی (ایتالیایی: Valentina Cervi؛ زادهٔ ۱۳ آوریل ۱۹۷۶) بازیگر اهل ایتالیا است.
از فیلم‌ها یا مجموعه‌های تلویزیونی که وی در آن‌ها نقش داشته است، می‌توان به جنگ و صلح و ریسمان نامرئی اشاره نمود.